# Lofta församling
Lofta församling är en territoriell församling inom Svenska kyrkan i Kustbygdens kontrakt av Linköpings stift. Församlingen ingår i Norra Tjusts pastorat och är belägen i Västerviks kommun, Kalmar län.
Församlingskyrka är Lofta kyrka.

## Administrativ historik
Församlingen har medeltida ursprung. 
Ur församlingen utbröts 1609 Loftahammars församling och 1931 en del till Överums församling. Församlingen utgjorde till 1609 ett eget pastorat för att från 1609 till 25 augusti 1852 vara moderförsamling i pastoratet Lofta och Loftahammar. Från 1852 till 1930 utgjorde församlingen åter ett eget pastorat, för att från 1 januari 1930 till 30 april 1931 vara moderförsamling i pastoratet Lofta och Överum. Från 1 maj 1932 till 1974 utgjorde församlingen åter ett eget pastorat, för att från 1974 vara annexförsamling i pastoratet Gamleby, Odensvi och Lofta. Från 2007 ingår församlingen i Norra Tjusts pastorat.

## Kyrkoherdar
| Ämbetstid | Namn                      | Levnadstid | Övrigt                          |
| --------- | ------------------------- | ---------- | ------------------------------- |
| 1240–1252 | Totto Nicolai Lenck       | död 1252   |                                 |
| 1333      | Herman                    |            |                                 |
| 1352      | Nicolaus                  |            |                                 |
| 1386      | Nils Ulfsson (Läma)       |            |                                 |
| 1406      | Petrus                    |            |                                 |
| 1480      | Thordh                    |            |                                 |
| 1522–1537 | Petrus                    |            |                                 |
| 1554      | Sigge                     |            |                                 |
| 1588–1597 | Johannes Petri            | död 1597   |                                 |
| 1599–1621 | Laurentius Matthiæ        | 1564–1621  |                                 |
| 1623–1653 | Andreas Sæbyensis         | 1586–1653  |                                 |
| 1654–1655 | Anundus Palm              | 1616–1655  |                                 |
| 1656–1658 | Emundus Cornukindius      | 1616–1658  |                                 |
| 1660–1667 | Johannes Gudmundi         | 1623–1667  |                                 |
| 1670–1683 | Jacobus Wellerius         | 1626–1683  |                                 |
| 1684–1692 | Jonas Wikman              | 1641–1692  |                                 |
| 1694–1716 | Sveno Bärling             | död 1716   |                                 |
| 1716–1721 | Benedictus Trozelius      | död 1721   |                                 |
| 1721–1729 | Samuel Reuselius          | 1677–1729  | Kontraktsprost                  |
| 1730–1736 | Andreas Kjernander        | 1687–1736  |                                 |
| 1738–1748 | Johannes Carlström        | 1687–1748  | Kontraktsprost                  |
| 1751–1753 | Wilhelm Anders Wennerdahl | 1709–1753  | Riksdagsman.                    |
| 1755–1766 | Johan Lithzenius          | 1708–1766  | Kontraktsprost.                 |
| 1766–1782 | Fredrik Hultner           | 1720–1782  |                                 |
| 1783–1816 | Henning Hallström         | 1749–1816  | Kontraktsprost.                 |
| 1817–1842 | Samuel Aspling            | 1781–1842  |                                 |
| 1844–1851 | Carl Fredric Lutteman     | 1796–1851  |                                 |
| 1853–1862 | Jonas Leonard Ahlstedt    | 1798–1862  |                                 |
| 1863–1906 | Hugo Holmberger           | 1831–1906  | Kontraktsprost.                 |
| 1907–1926 | Peter Risberg             | 1852–1926  | Kontraktsprost och riksdagsman. |

## Organister och klockare
| Verksam   | Namn                      | Levnadstid | Övrigt                |
| --------- | ------------------------- | ---------- | --------------------- |
| 1740      | Johan Nyman               |            | Klockare              |
| 1768-1786 | Petter Wåckman (Vauchman) | 1732-      | Klockare              |
| 1806-1810 | Carl Engström             | 1771-      | Klockare              |
| 1810-1843 | Erik Jaen Wigren          | 1786-      | Klockare              |
| 1843-1888 | Hans Jakob Carlholm       | 1816-1888  | Organist och klockare |